# Masacre de Dachau
La masacre de Dachau se produjo en la zona del campo de concentración de Dachau, cerca de la pequeña ciudad de Dachau, Alemania, el 29 de abril de 1945, durante la Segunda Guerra Mundial. Durante la captura del campamento, los soldados estadounidenses de la 45.ª División de Infantería del Mando Europeo de los Estados Unidos hirieron y mataron a prisioneros de guerra alemanes. El número de víctimas difiere en cada informe, algunos especulan que más de 100 soldados alemanes murieron, mientras que otros informan que 30-50 soldados murieron durante la captura del campo, más de una docena de estas víctimas de presuntos crímenes de guerra.
El incidente ocurrió después de que la división de EE. UU. penetrase en el campo de concentración de Dachau. Antes de que los soldados entraran en el campamento, se encontraron fuera de él con 40 vagones de carga sin techo (o coches de carga) llenos de escuálidos cadáveres en avanzado estado de descomposición. Más cuerpos fueron encontrados en el campamento, algunos habían sido muertos horas y días antes de la captura del campamento y estaban donde habían caído asesinados. Los soldados dijeron haber visto una hilera de estructuras de cemento con salas llenas con cientos de cadáveres desnudos, o apenas vestidos, apilados del piso al techo, un crematorio de carbón y una cámara de gas.

## Visión general de la liberación

### Rendición

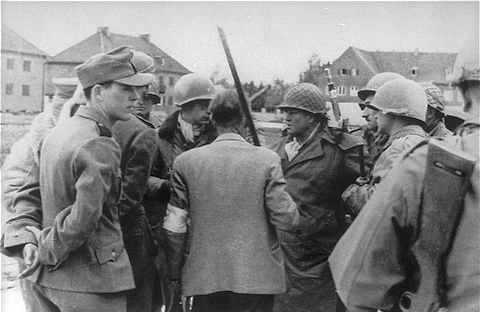
Miembros de las SS conferencian con el General Henning Linden durante la captura del campo de concentración de Dachau. En la foto, de izquierda a derecha, los ayudantes del campo de las SS, dirigente del campo Untersturmführer Heinrich Wicker (tapado, casi en su totalidad), por el ayudante Paul Lévy, un periodista belga (la persona con casco que está mirando hacia la izquierda), Dr. Victor Maurer (detrás), General Henning Linden (la persona con casco que está mirando hacia la derecha) y algunos soldados de los EE. UU.

De acuerdo con Herbert Marcuse, el comandante del campo, el SS-Hauptsturmführer (Capitán), Martin Weiss, junto con los guardias regulares del campo y las guarniciones de las SS, había huido del campamento antes de la llegada de las tropas estadounidenses. El SS-Untersturmführer (Subteniente) Heinrich Wicker, (que resultó muerto después de la rendición), estaba a cargo del campo y tenía alrededor de 560 personas a su disposición, los cuales eran reclusos de prisiones disciplinarias de las SS, dentro del campo de concentración de Dachau y tropas de Hungría de las SS.
El 29 de abril de 1945, Dachau, fue entregado al general Linden de la 42.ª División de Infantería del Ejército de los EE. UU. por el Untersturmführer Wicker. Según Linden, se procedió a tomar el control del campo bajo un tumulto y, a partir de entonces, recorrió el campo con un grupo de periodistas (incluida la reportera y corresponsal de guerra Marguerite Higgins). Una descripción de la rendición aparece en Brig. Memorando del General Henning Linden al Mayor General Harry J. Collins, titulado "Informe sobre la entrega del campo de concentración de Dachau":

"A medida que nos acercamos a la parte suroeste, tres personas se presentaron con una bandera de tregua. Los reconocimos a unas 75 metros al norte del lado suroeste. Estas tres personas eran un representante de la Cruz Roja Suiza, Víctor Maurer, y dos soldados de las SS, los cuales afirmaron ser el comandante del campo y su asistente. Habían llegado al campo en la noche del día 28 para regular y hacerse cargo del personal periódico del campo con el propósito de entregar el campo ante el avance estadounidense. El representante de la Cruz Roja Suiza dijo que había alrededor de 100 guardias de las SS en el campamento y que tenían las armas apiladas a excepción del personal en las torres de vigilancia .... Él había dado instrucciones para que no se produjese ningún disparo y de que harían falta unos 50 hombres para relevar a los guardias, ya que había alrededor de 42.000 presos "medio locos", muchos de ellos infectados del tifus... me preguntó si yo era un oficial. Le contesté: "Yo soy Comandante Asistente de la División Auxiliar de la 42ª División de Infantería de y aceptaré la entrega del campo en el nombre de la Rainbow Division for the United States Army del Ejército de los Estados Unidos ...."

### Comunicado sobre la captura
El general Dwight D. Eisenhower emitió un comunicado sobre la liberación del campo de concentración de Dachau: "Se ha liberado el campo de concentración de Dachau. 32.000 prisioneros han sido liberados, y 300 soldados de las SS fueron neutralizados". El historiador militar Earl Ziemke describió así el incidente:

Los estadounidenses llegaron un domingo, el día el 29 de abril. El trabajo se había detenido en el campamento el miércoles anterior, y la evacuación se estaba organizando. Un transporte con 4.000 reclusos, fue capaz de escapar, pero la 42ª y la divisiones de Infantería 45ª abarcaron cuarenta millas del Danubio, más rápidamente de lo que los alemanes se esperaban. Al mediodía del domingo, el campamento estaba en calma, y los guardias de las SS estaban en sus puestos en las torres cuando el grito de "¡los americanos!" se oyó. Un preso se precipitó hacia la puerta, y un guardia le disparó. Afuera, un sólo soldado estadounidense se quedó mirando por casualidad hacia las torres, mientras que los guardias le miraron y otros dos dos a unos trescientos metros del camino. Cuando los estadounidenses abrieron fuego, los guardias de la torre descendieron, manos en alto y se rindieron. Uno tenía una pistola en su espalda, y el primer norteamericano le disparó. En los siguientes minutos llegaron hasta un jeep, en el iba una mujer rubia, corresponsal de guerra, y un capellán. El capellán pidió a los presos que fueran a la puerta, a unirse a él en la oración del Señor. Las tropas de la 42ª y las divisiones que liberaron Dachau, en la tarde del 29 de abril estaban luchando en Munich por la mañana y por la noche, junto con otras tres divisiones, capturaron la ciudad y el lugar de nacimiento del nazismo.
Earl F. Ziemke

## Asesinatos cometidos por los soldados norteamericanos

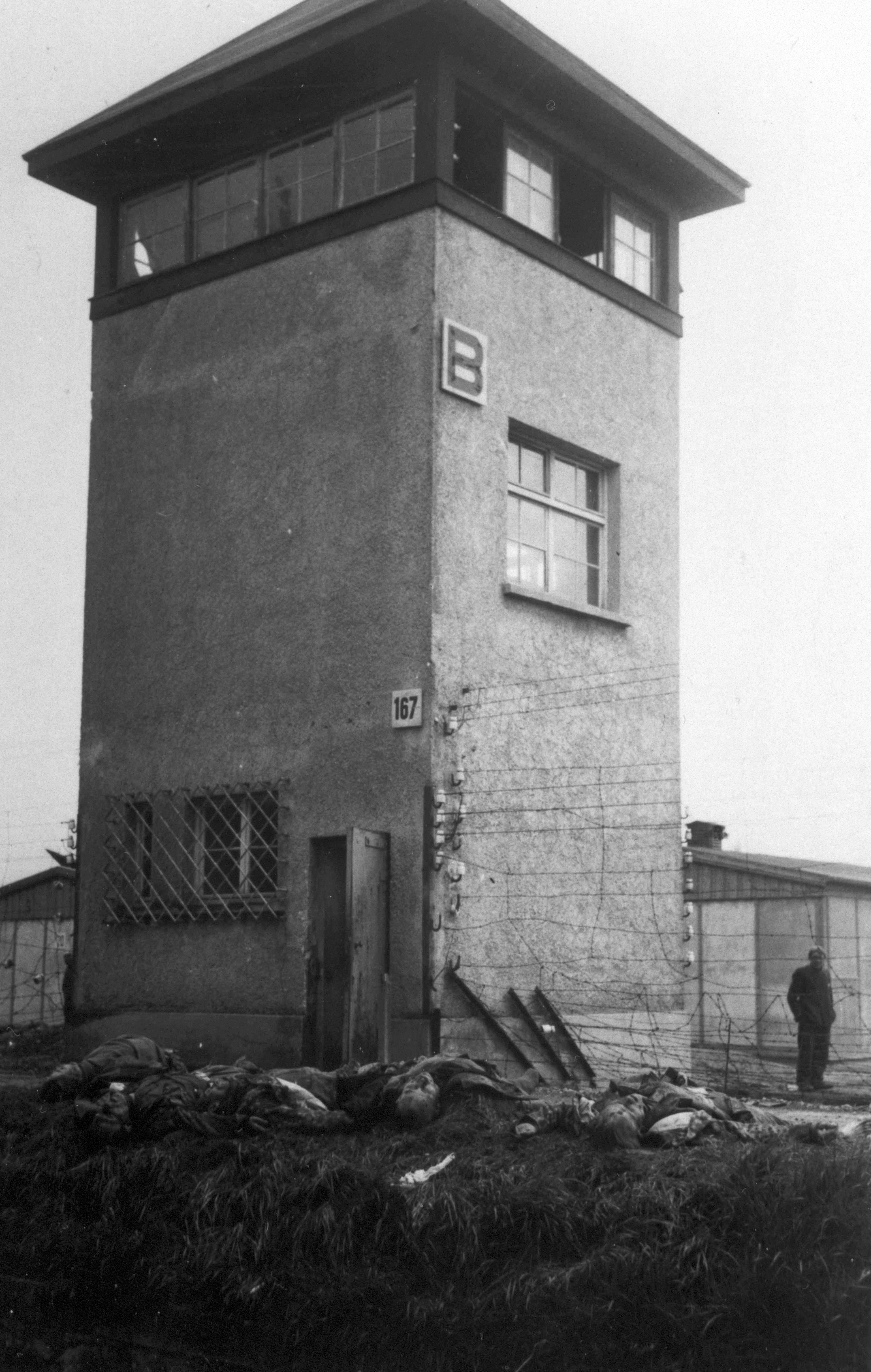
Guardias de las SS muertos junto a la torre B

Los soldados de EE. UU. dispararon y mataron a varios guardias alemanes de las SS que intentaban rendirse, incluyendo personal de la torre B. Un grupo de cuatro soldados de las SS que, habiéndose entregado ya al teniente William P. Walsh, fueron asesinados por él y por un soldado bajo su mando, en un vagón de ferrocarril (véase más adelante la investigación del Ejército de Estados Unidos). Walsh estaba indignado, y sorprendido, después de ver cientos de cadáveres metidos en un vagón de tren. En otro incidente cerca de doce prisioneros de guerra alemanes fueron asesinados a tiros, y otros tres o cuatro heridos en un área de almacenamiento de carbón. Los oficiales y soldados implicados declararon que los presos estaban tratando de escapar, pero los Estados Unidos abrió una investigación oficial sobre el incidente que arrojaba serias dudas sobre esa argumentación.

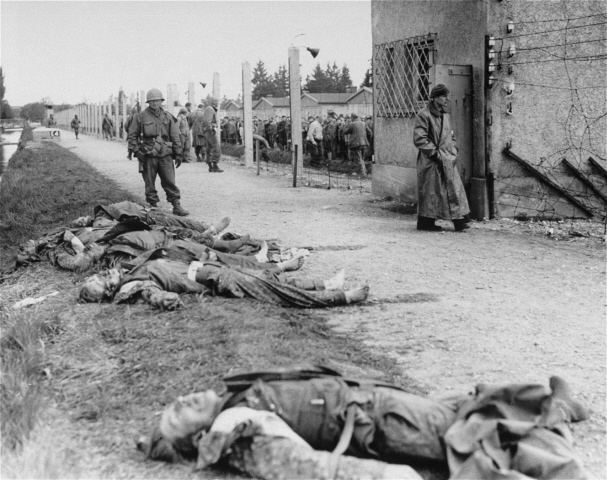
Primer plano de los cuerpos del personal de las SS situados en la base de la torre. Sus uniformes son patrones de camuflaje.

### El testimonio de Sparks
El coronel Félix L. Sparks, un comandante de batallón del 157.ª Regimiento de Infantería, 45.ª División de Infantería del Séptimo Ejército de Estados Unidos, escribió sobre el incidente. Sparks vio como unos 50 prisioneros alemanes capturados por el 157.ª Regimiento de Infantería fueron confinados en un área que había sido utilizada para el almacenamiento de carbón. La zona fue cerrada por un muro de mampostería con forma de L, de alrededor de ocho metros de altura y junto a un hospital. Los prisioneros de guerra alemanes fueron vigilados por un equipo de ametralladoras de la Compañía I. Al salir, los hombres con las manos en la nuca, fueron hacia el centro del campo donde había guardias de las SS que aún no se habían rendido y que sólo se habían acercado a la ametralladora que acababan de dejar. Volvió corriendo y, por medio de una patada, separó de su ametralladora a un soldado de 19 años que había matado a cerca de doce presos y herido a varios más. El artillero, que lloraba histéricamente, dijo que los presos habían tratado de escapar. Sparks señaló que dudaba de la historia y puso a un suboficial a cargo del arma dirigiéndose al área de confinamiento. Sparks señaló además:

Fue el incidente anterior el que ha dado lugar a reclamaciones en diferentes publicaciones de que la mayoría, o la totalidad de los prisioneros alemanes capturados en Dachau, fueron ejecutados. Nada podría estar más lejos de la verdad. El número total de guardias alemanes muertos en Dachau, durante ese día, seguramente no exceda de los cincuenta, probablemente siendo treinta una cifra más precisa. Los registros del regimiento de esa fecha indican que más de mil prisioneros alemanes fueron llevados al punto de reunión del regimiento. Desde mi grupo de trabajo estaba liderando el ataque del regimiento, y casi todos los prisioneros fueron llevados por la fuerza a la tarea, entre ellos varios cientos provinentes de Dachau.
Félix L. Sparks

### El relato de Buechner
La "investigation of Alleged Mistreatment of German Guards at Dachau" (Investigación de presuntos malos tratos de los guardias alemanes en Dachau por parte de los militares de EE. UU.), realizada por el teniente coronel Joseph Whitaker, y el relato ofrecido por el coronel Howard Büchner (entonces coronel del Ejército de los Estados Unidos y funcionario médico del tercer Batallón de la 157.ª División de Infantería), a Whitaker el 5 de mayo de 1945, no entraba en contradicción con lo que Sparks relató. Dijo que llegó al patio donde los soldados alemanes habían disparado en torno a las 16:00 horas, y que "vieron a 15 o 16 soldados alemanes muertos y heridos a lo largo de la pared". Que suponía que algunos de ellos estaban heridos porque se movían, pero no examinó a ninguno. También, dice Whitaker, que no sabía de que compañía era el soldado que custodiaba el patio.
Sin embargo, según el libro de Büchner del año 1986 Dachau: The Hour of the Avenger (Dachau: La hora de la venganza: un testigo presencial) 520 soldados alemanes fueron ejecutados, 346 de ellos murieron por orden del teniente Jack Bushyhead, un oficial americano, en una supuesta ejecución en masa varias horas después del primer tiroteo, en el hospital. Buechner no presenció el incidente, sin embargo, no hubo ninguna mención de un segundo tiroteo en el informe de la investigación oficial. David L. Israel cuestionó eso en su libro "The Day the Thunderbird Cried" (El día que lloró el Thunderbird):

Las imprecisiones de Buechner y el uso arbitrario de las cifras al citar la falsa historia sobre el asesinato total de todas las tropas de las SS en Dachau fue aceptada con entusiasmo por las organizaciones revisionistas y explotados para satisfacer sus propias historias distorsionadas de Dachau
David L. Israel

A diferencia de los revisionistas, Buechner se disculpó por las acciones cometidas por los soldados norteamericanos en Dachau y, de hecho, las describió como justificadas en su libro.

### Otros testimonios
Abram Sachar informó de que "Algunos de los nazis fueron detenidos y ejecutados sumariamente, junto con los perros de escolta".
Según Jürgen Zarusky, (en un artículo en Dachauer Hefte en el año 1997), 12 hombres de las SS fueron fusilados en el patio (uno más asesinado por un recluso), cuatro en la Torre B, y tal vez unos pocos más asesinados por soldados de EE. UU. por un incidente. Algunos, entre 15 o más, fueron asesinados por los reclusos furiosos. En su investigación, Zarusky hace uso de los registros de los interrogatorios incluidos detalladamente en el informe oficial de Whitaker de mayo del año 1945, que se hizo accesible en el año 1992, así como una colección de documentos recopilados por el hijo del General Henning Linden.

## Homicidios cometidos por los internos
Después de que cesaran los disparos en el hospital, algunos de los soldados de EE. UU., distribuyeron un número indeterminado de armas de fuego a los presos, macilentos, deshumanizados y torturados durante meses y años, y ahora liberados. Se ha afirmado por los testigos de que los reclusos liberados torturaron y mataron a un número de soldados alemanes capturados, tanto guardias de las SS como de las tropas regulares. Los mismos testigos aseguran que muchos de los soldados alemanes asesinados por los internos fueron golpeados hasta la muerte con palas y otras herramientas. Un número de guardias Kapo (presos del campo que ejercían de funcionarios) también fueron asesinados, destrozados por los reclusos. Un testigo ocular de Dachau, fue citado en el libro "Inside the Vicious Heart", por Robert H. Abzug:

El control se había perdido tras lo que vimos, y los hombres fueron deliberadamente a herir a los guardias que estaban disponibles y luego los entregaron a los prisioneros para que tuviesen su venganza sobre ellos. Y, de hecho, usted ha visto la foto en la que uno de los soldados le dan una bayoneta a un recluso para decapitar a un soldado. Fue un asunto muy sangriento. A muchos de los soldados les dispararon en las piernas para que no se pudieran mover y ... y eso es todo lo que puedo decir ...
Jack Hallet

## Investigación de los Estados Unidos
Al teniente coronel Joseph Whitaker, del Séptimo Ejército, inspector general auxiliar, se le ordenó investigar posteriormente, después de que testigos dieran a conocer testimonios acerca de la masacre. Emitió un informe el 8 de junio de 1945, llamado Investigation of Alleged Mistreatment of German Guards at Dachau ("Investigación de presuntos malos tratos de los guardias alemanes en Dachau"), también conocido como "El Informe IG". En el año 1991, una copia del archivo, que se encuentra en los Archivos Nacionales en Washington D. C., se hizo pública.
Whitaker informó de que, cerca de la parte posterior de la entrada al campo, el teniente William P. Walsh comandante de la Compañía "I", de la 157.ª División de infantería, recibió a cuatro soldados alemanes en un vagón que se había entregado a él. El soldado Albert C. Pruitt se subió a la caja del coche para asestar el golpe de gracia a los heridos.
Después de que él había entrado en el campo de Walsh, junto con el teniente Jack Bushyhead, el oficial ejecutivo de la Compañía "I", comenzó la organización con la segregación de los prisioneros de guerra de los que eran miembros de la Wehrmacht y los que estaban en las SS. Los SS fueron llevados a un recinto separado y fueron fusilados por miembros de la Compañía "I" con varios tipos diferentes de armas de fuego. En el párrafo 16 Whitaker comenta:

El teniente Walsh declaró que los hombres de las SS fueron separados con el fin de protegerlos adecuadamente, y se dispararon a continuación a algunos de ellos, ya que comenzaron a moverse hacia los guardias. Sin embargo, los cadáveres fueron localizados a lo largo de la pared contra la que habían sido alineados, y fueron asesinados a lo largo de toda la línea, aunque el teniente Walsh sólo reclama que los trasladó en un flanco, y una serie de testigos declararon que fue en general, "sobrentendiendo" que estos presos iban a ser fusilados cuando fueran separados. Estos hechos contradicen la explicación dada en su defensa por el teniente Walsh
 El teniente coronel José M. Whitaker en la "Investigación de presuntos malos tratos de los guardias alemanes en Dachau.

La investigación del Ejército de los EE. UU. trajo como resultado consejos de guerra contra los implicados, incluido el comandante del Batallón, el teniente coronel Félix Sparks, mientras que el coronel Howard Büchner fue citado en el informe por abandono del deber por no facilitar ayuda médica a los hombres heridos de las SS que se encontraban en el depósito de carbón.

## En la cultura popular
En la película del 2010 Shutter Island, el personaje de Leonardo DiCaprio, Teddy Daniels, asegura haber formado parte de la liberación del campo de Dachau, donde al llegar las tropas estadounidenses y ver la masacre que han hecho los nazis, forman a los guardias y los fusilan.